# Wantan

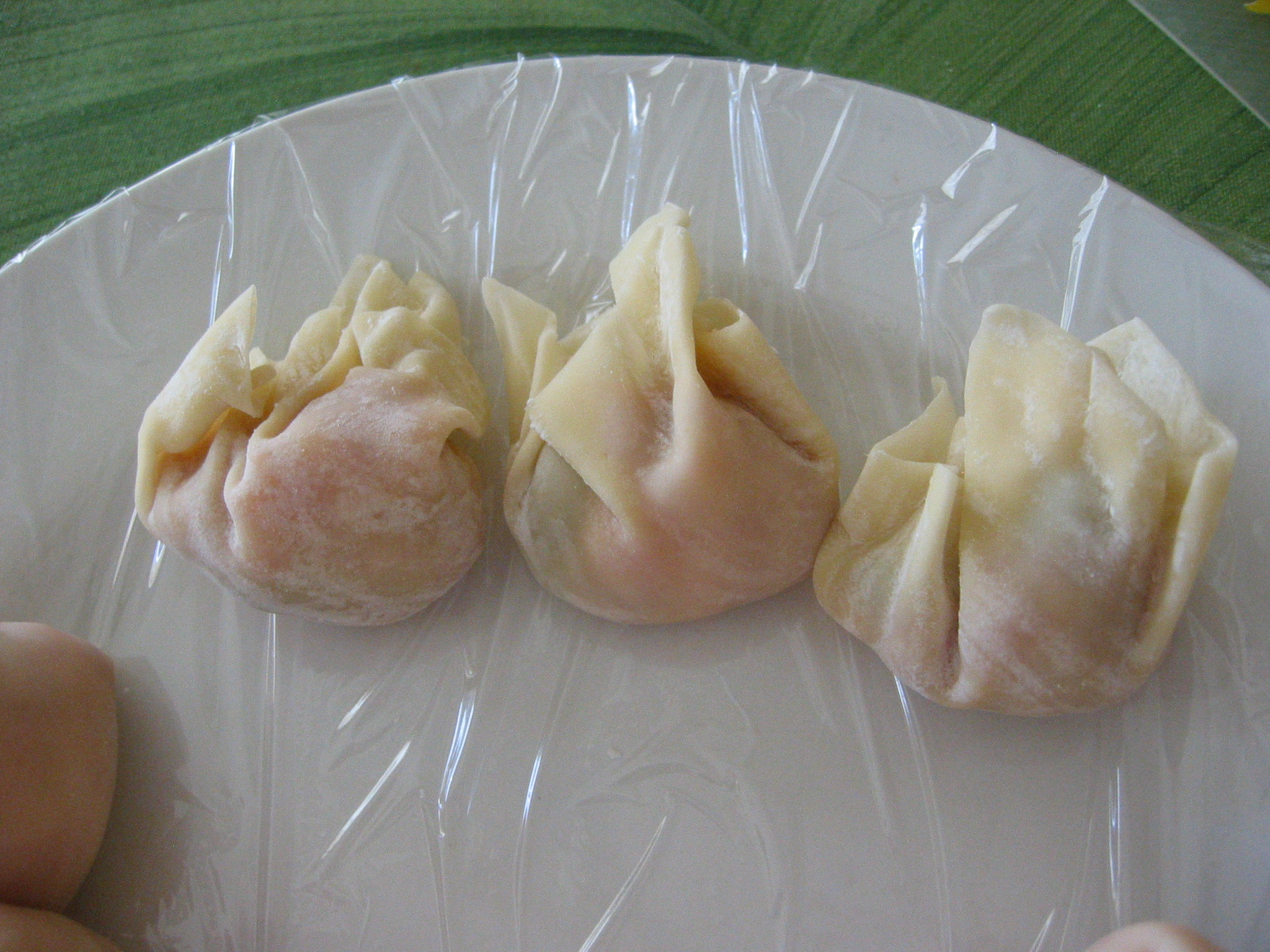
Ongekookte wantan

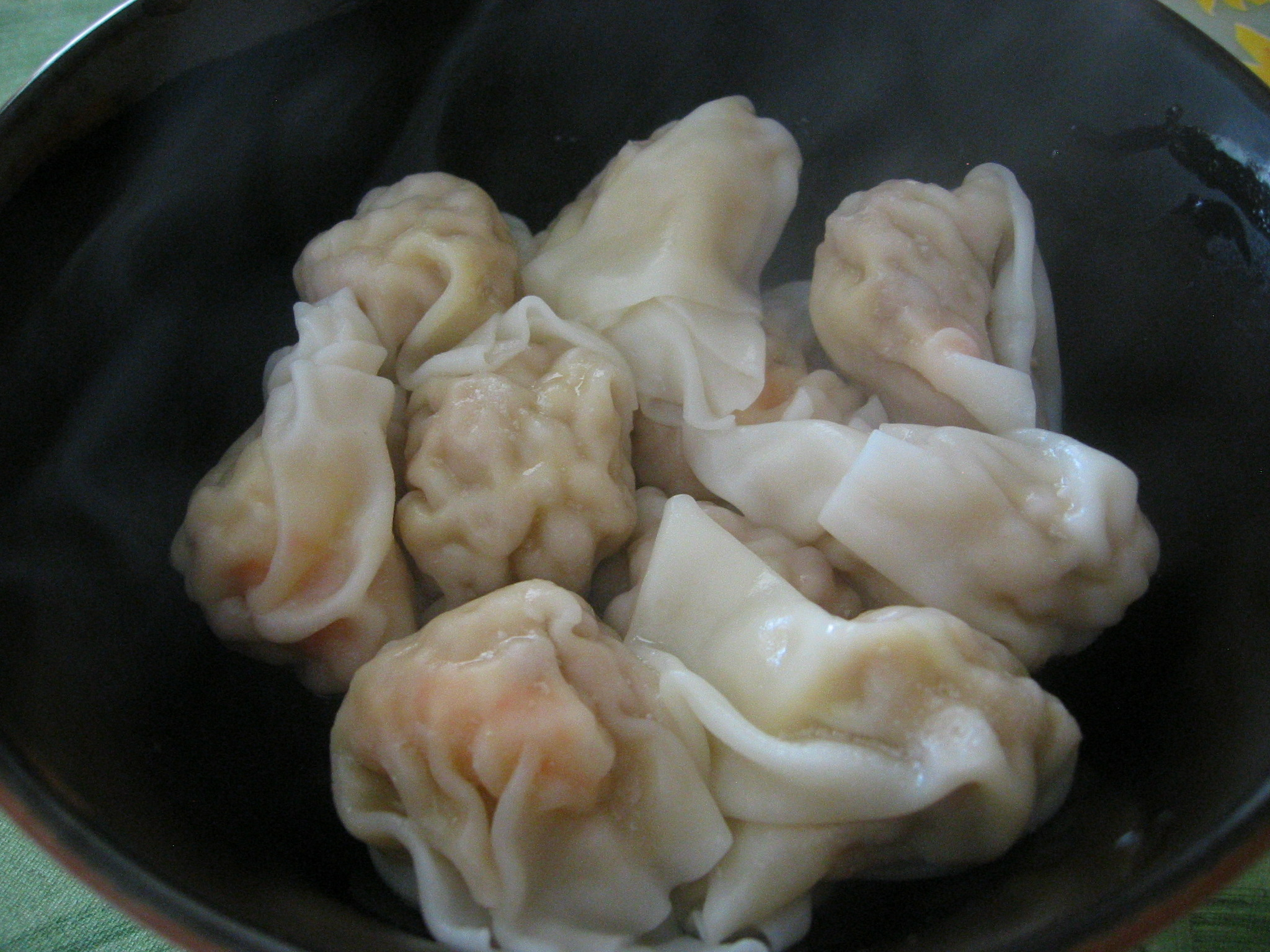
Gekookte wantan

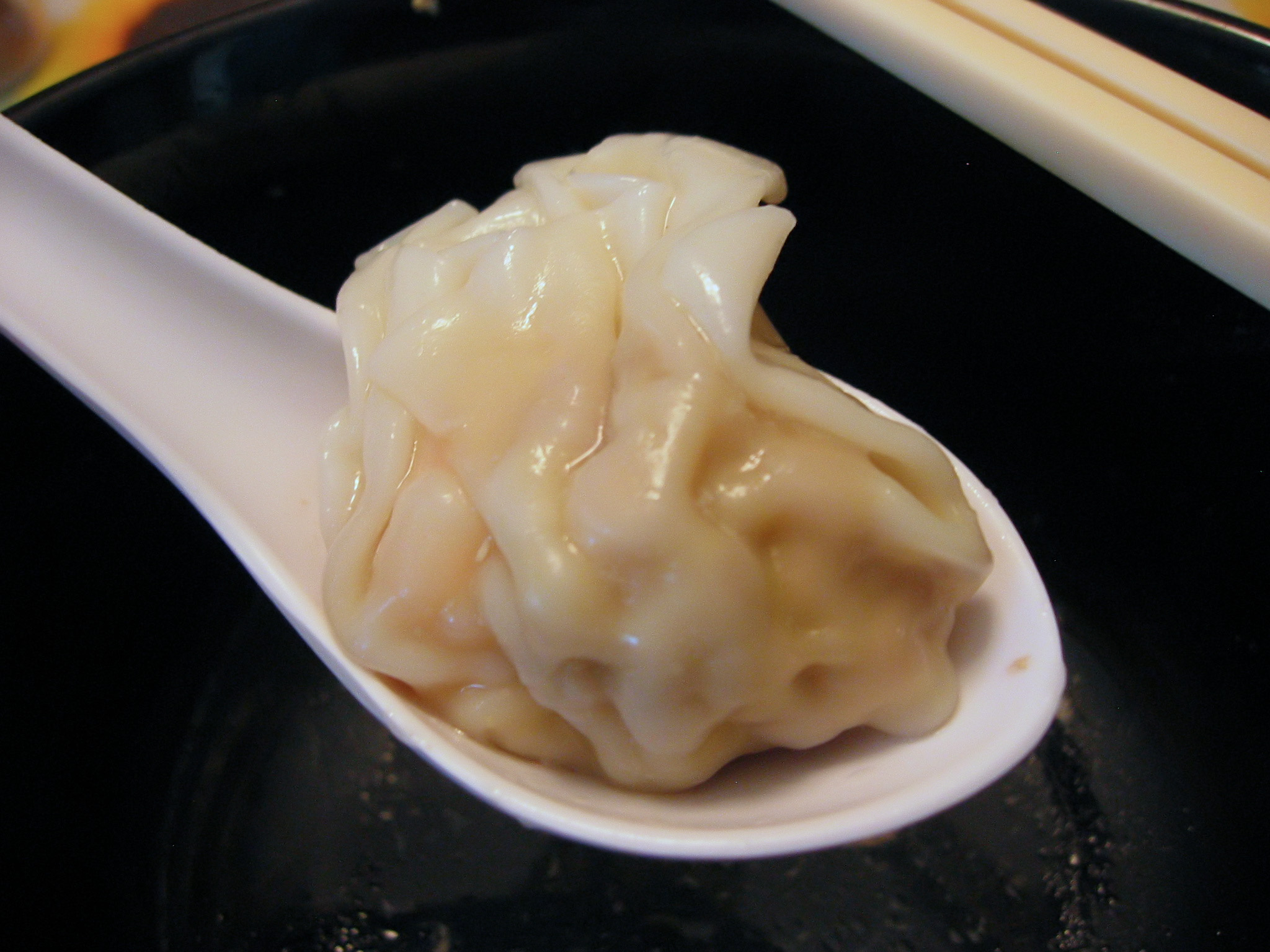
Kantonese garnalenwantan

Een wantan is een deeggerecht uit de Chinese keuken, het is een balletje vlees opgerold in deeg.
Een wantan wordt gemaakt als een deegballetje of noedel, en gevuld met gehakt vlees. De vulling bestaat typisch uit gehakt varkensvlees, soms ruw versneden garnaal, fijnversneden gember, fijnversneden ui, sesamolie en sojasaus. De vulling wordt normaal voorgegaard, vervolgens met het deeg omhuld, en dan in een mandje in een stoombad verder gaar gemaakt. Ze kunnen zo opgediend worden met rijst of noedels, of in een soep geserveerd worden.